# Deep Creek Range
Deep Creek Range je pohoří na západě Utahu, v Juab County a Tooele County, v těsné blízkosti hranice s Nevadou. Je součástí středo-východní části Velké pánve, respektive Oblasti pánví a hřbetů (Basin and Range Province). Nejvyšší horou pohoří je Ibapah Peak. Dalším hlavním vrcholem je Haystack Peak (3 664 m). Deep Creek Range vystupuje z pouště Velké pánve. Jedná se o velmi izolované a téměř neznámé pohoří, přesto páté nejvyšší v Utahu.
Nejbližší hlavní silnice je U. S. Route 93 vzdálená okolo 60 kilometrů severozápadně nebo U. S. Route 50 vzdálená okolo 90 kilometrů jižně. 100 kilometrů jihozápadně leží Národní park Great Basin.